# Sherwoodia galacifolia
Sherwoodia galacifolia là một loài thực vật có hoa trong họ Diapensiaceae. Loài này được (Torr. & A. Gray) House miêu tả khoa học đầu tiên năm 1907.